# Evacanthus interrupta
Evacanthus interrupta är en insektsart som beskrevs av Carl von Linné 1758. Evacanthus interrupta ingår i släktet Evacanthus och familjen dvärgstritar. Inga underarter finns listade i Catalogue of Life.